# Região de Lisboa
Região de Lisboa (Regiunea Lisabona) este o regiune portugheză, care se compune din părți din districtul Lisabona și Setúbal. În nord se învecinează cu Região Centro, în nord-est, est și în sud cu Alentejo și în sud și vest cu Atlantic. Regiunea cuprinde o suprafață de 2.963 km² și are 3.583.974 locuitori (2010; 35,00 % din Portugalia).
Această regiune a fost a întemeiată în 2002, după  împărțirea regiunii Lisboa e Vale do Tejo. Regiunii Região Centro i s-au alocat subregiunile Oeste și Médio Tejo iar regiunii Alentejo, subregiunea Lezíria do Tejo. Următoarele subregiuni au rămas în Região de Lisboa:
- Grande Lisboa
- Península de Setúbal

Região de Lisboa e formată din 18 județe.
În interiorul regiunii se află Área Metropolitana de Lisboa cu aproape 3 milioane de locuitori.

## Localități mari
(conform recensământului din 2001)
| Localități                   | Locuitori |
| ---------------------------- | --------- |
| Lisabona                     | 556.797   |
| Amadora                      | 174.788   |
| Setúbal                      | 113.480   |
| Queluz                       | 89.245    |
| Agualva-Cacém                | 81.366    |
| Loures                       | 66.600    |
| Algueirão-Mem Martins        | 63.373    |
| Odivelas                     | 53.641    |
| Barreiro                     | 53.101    |
| Amora                        | 50.571    |
| Corroios                     | 46.576    |
| Rio de Mouro                 | 46.402    |
| São Domingos de Rana         | 43.577    |
| Sesimbra                     | 36.839    |
| Almada                       | 34.942    |
| Oeiras e São Julião da Barra | 34.139    |
| Cascais                      | 32.972    |
| Alcabideche                  | 31.486    |

## Economie
Regiunea Lisabona este de departe cea mai prosperă în Portugalia. Comparativ cu PIB-ul al UE regiunea Lisabona un indice de 104.3 (UE-25:100) (2003), care este puțin peste media din UE. Rata șomajului a fost în 2005 la 8,6 %.